# Astrid Schramm

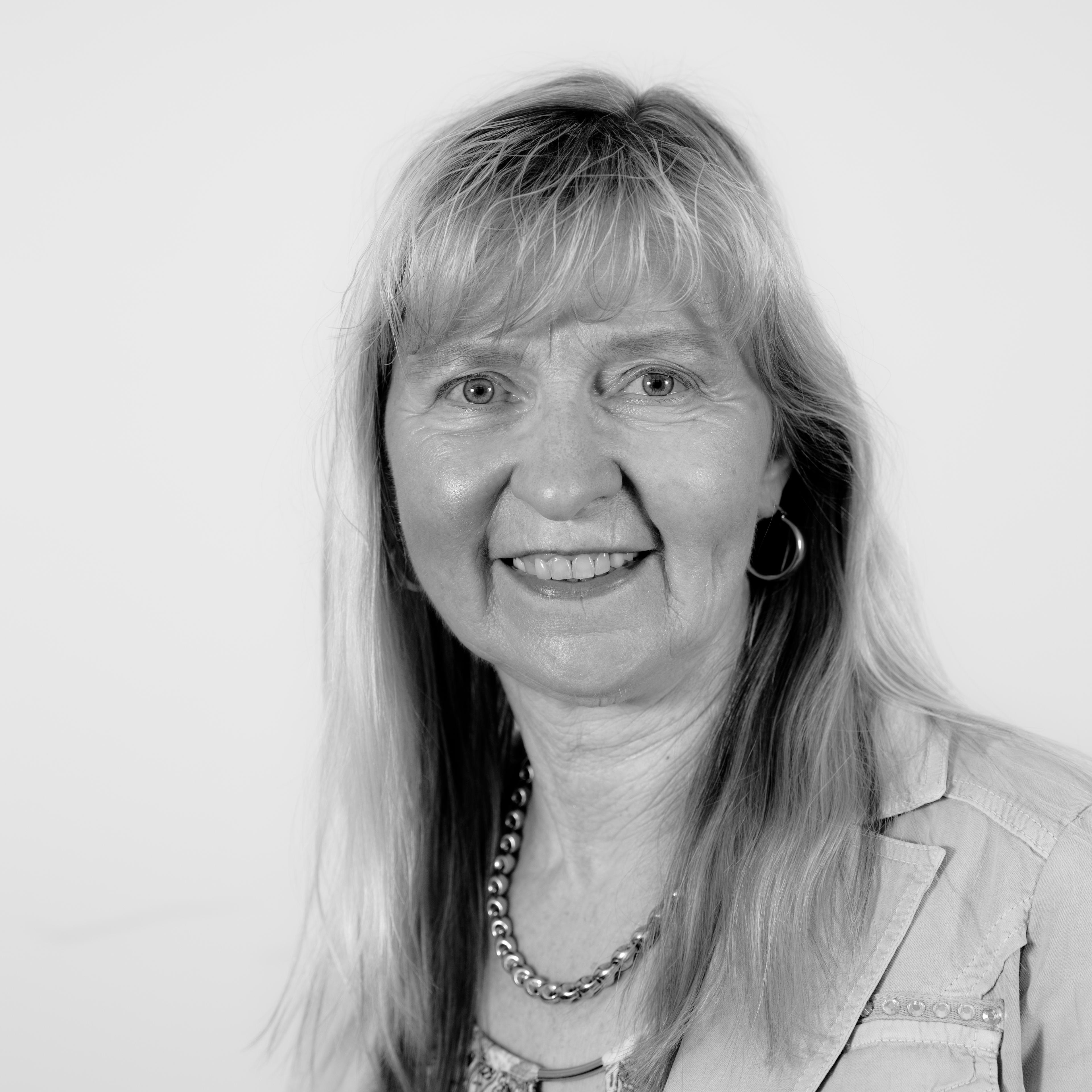
Astrid Schramm (2017)

Astrid Schramm (* 3. Mai 1956 in Saarbrücken) ist eine deutsche Politikerin (BSW, zuvor Die Linke). Seit 2024 ist sie Landesvorsitzende des BSW im Saarland. Von 2009 bis 2022 war sie für die Linke Abgeordnete im Landtag des Saarlandes.

## Leben
Astrid Schramm ist gelernte Industriekauffrau. Sie arbeitet als Regierungsangestellte und war Mitglied im Personalrat des saarländischen Kultusministeriums.

### Landespolitik
Schramm war von 2013 bis 2017 Vorsitzende des Landesverbands Saar der Partei Die Linke. Zuvor war sie bereits Mitglied der SPD.
Nach der Landtagswahl im Saarland 2009 wurde sie Mitglied im Landtag des Saarlandes, dem sie bis März 2022 angehörte. Für ihre Fraktion war sie stellvertretende Vorsitzende und gesundheitspolitische Sprecherin. Sie war Mitglied der Ausschüsse für Bildung, Kultur und Medien (BKM), für Datenschutz und Informationsfreiheit (DI), für Wirtschaft, Arbeit, Verkehr, Energie und Grubensicherheit (WAVEG) und für Soziales, Gesundheit, Frauen und Familien (SGFF).
Schramm war in ein jahrelanges Zerwürfnis innerhalb der Linken im Saarland verwickelt und galt als Vertraute des langjährigen Fraktionsvorsitzenden Oskar Lafontaine. Dieser warf dem Landesvorsitzenden und Bundestagsabgeordneten Thomas Lutze vor, nur mit Manipulationen und Geldzahlungen an Parteimitglieder in diese Positionen gewählt worden zu sein. In diesem Zusammenhang zeigte Schramm Lutze an und machte dies in mehreren Interviews öffentlich. Lutzes Immunität wurde daraufhin aufgehoben. In dem folgenden Ermittlungsverfahren konnten ihm jedoch keine Straftaten nachgewiesen werden. Lutze beantragte daraufhin den Parteiausschluss Schramms.
Im Juni 2021 schloss die saarländische Landesschiedskommission der Linken Schramm aus der Partei aus. Sie habe innerparteiliche Konflikte öffentlich gemacht und so der Partei geschadet. Im Januar 2022 bestätigte das Bundesschiedsgericht der Linken den Parteiausschluss. Schramm kündigte an, keine weiteren Schritte dagegen zu unternehmen. In der Landtagsfraktion behielt sie bis zum Ende der Legislaturperiode ihre Funktionen. Bei der Landtagswahl 2022 trat sie nicht mehr an.
Schramm trat 2024 dem neugegründeten Bündnis Sahra Wagenknecht bei.
Am 22. März 2024 wurde sie in Merzig zur Landesvorsitzenden des saarländischen Landesverbandes des BSW gewählt, gemeinsam mit Randolf Jobst, der am 14. Juni 2024 nach der Äußerung Schramms zu einer „denkbar[en]“ kommunalpolitischen Zusammenarbeit mit der AfD zurücktrat.

### Kommunalpolitik
Schramm war innerhalb der Partei Die Linke Vorsitzende des Kreisverbands Saarbrücken und des Ortsverbands Köllerbach-Püttlingen. Der Ortsverband löste sich Anfang Februar 2022 auf, da ein Großteil der Mitglieder nach dem Parteiausschluss Schramms aus der Partei austrat.
Sie gehörte ab der Kommunalwahl 2019 als Vorsitzende der zweiköpfigen Fraktion der Linken dem Stadtrat von Püttlingen an. Auch nach ihrem Ausschluss aus der Partei behielt sie diese Funktion.